# Bazylika Santa Maria Assunta di Torcello
Bazylika Santa Maria Assunta di Torcello (pol. Bazylika Wniebowzięcia Najświętszej Maryi Panny na Torcello) – rzymskokatolicki kościół na wyspie Torcello w Wenecji, w Patriarchacie Wenecji w parafii San Martino di Burano (wikariat Cannaregio - Estuario).
Wzniesiony w 639 roku. W latach 640–1818 był katedrą diecezji Torcello, włączonej w 1818 roku do Patriarchatu Wenecji. Od 1 maja 1818 roku do 1986 roku kościół parafialny parafii Santa Maria assunta di Torcello, Venezia. Choć nie pełni już funkcji katedry, nadal zwyczajowo bywa tak nazywany (Cattedrale Santa Maria Assunta Torcello lub w skrócie: Cattedrale di Torcello). Kościół jest częścią najstarszego i największego zespołu sakralnego Laguny Weneckiej, na który składają się poza nim: pozostałości baptysterium znajdujące się przed jego fasadą oraz kościół Santa Fosca. Architektonicznie stanowi doskonały przykład stylu wenecko-bizantyńskiego.

## Historia

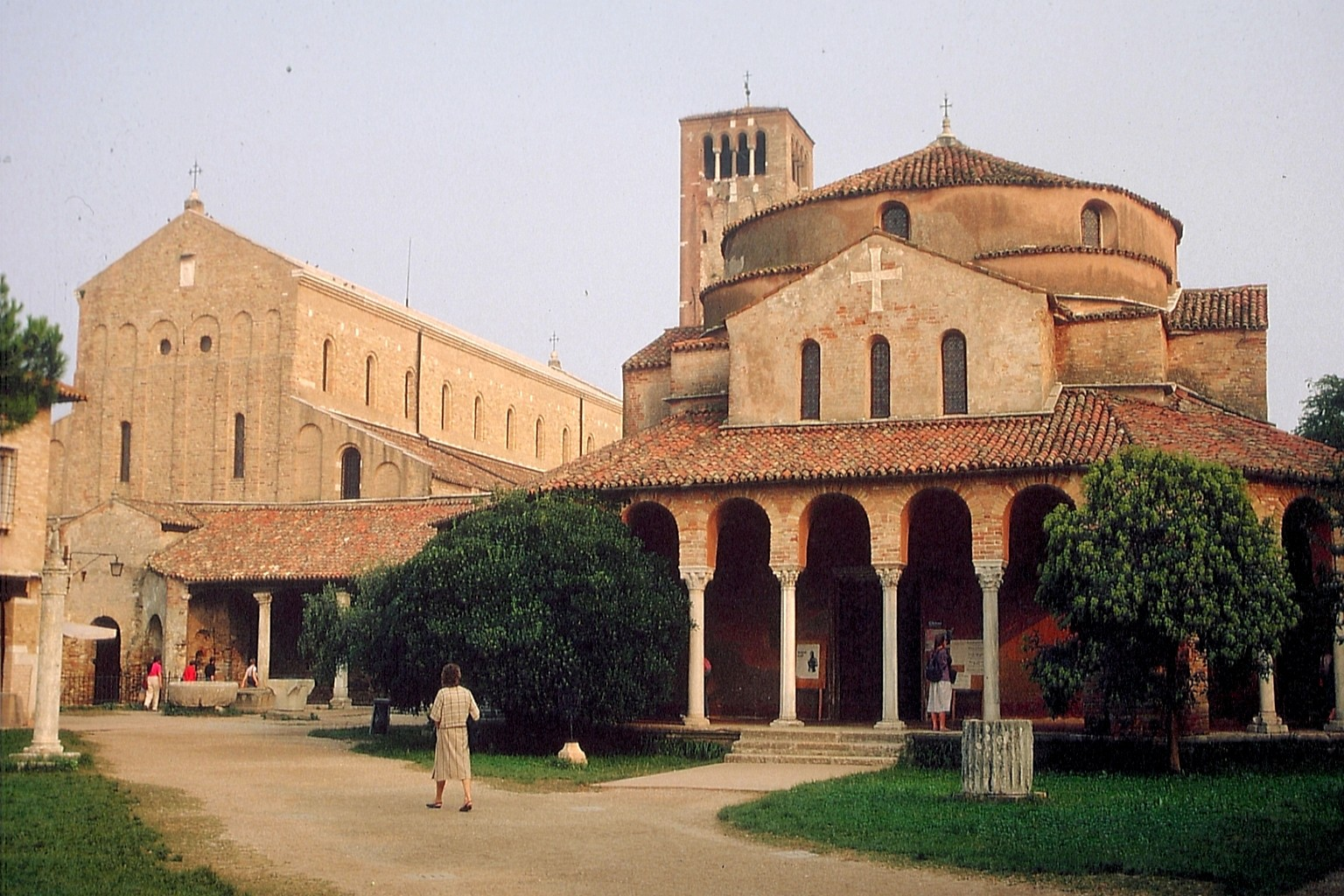
Zespół architektoniczny bazyliki Santa Maria Assunta (z lewej) i kościoła Santa Fosca (z prawej)

Napis na marmurowej tablicy, odkrytej przypadkowo w 1898 roku za ołtarzem głównym głosi, że w 639 roku położono z rozkazu egzarchy Rawenny, wydanego w imieniu cesarza Bizancjum Herakliusza kamień węgielny pod budowę świątyni. Została ona stolicą diecezji i trzymała ona wezwanie Wniebowzięcia Najświętszej Maryi Panny (wł. Santa Maria Assunta). W IX i XI wieku świątynię gruntownie przebudowano podwyższając nawę główną i przebijając 10 okien w celu lepszego oświetlenia mrocznego wnętrza. Następnie dobudowano czwartą apsydę i przedłużono portyk przed fasadą. W 1423 roku i ponownie w 1646 roku świątynia i jej dzwonnica były restaurowane w następstwie uszkodzeń, jakich doznały w wyniku uderzeń pioruna. Na podstawie zapisu cesarza Austrii Franciszka I dokonano napraw bazyliki w 1821 i 1827 roku. Za wykonanie nieudolnej renowacji mozaiki w XIX wieku konserwator Giovanni Moro został osądzony i skazany. W wyniku przeprowadzonej w latach 1929–1939 renowacji usunięto barokowe naleciałości w wystroju wnętrza przywracając mu pierwotny wygląd.

## Historia diecezji i parafii
W latach 640–1818 kościół był katedrą diecezji Torcello. 1 maja 1818 roku diecezja Torcello bullą De salute Dominici gregis papieża Piusa VII została zniesiona i włączona do Patriarchatu Wenecji, zaś katedra została zdegradowana do rangi kościoła parafialnego parafii Santa Maria assunta di Torcello, którą to funkcję pełniła do 1986 roku.

## Architektura

### Wygląd zewnętrzny
Fasada świątyni jest prosta, ozdobiona lizenami. Przed fasadą znajduje się portyk z drewnianym architrawem, podtrzymywany przez kolumny i filary. Marmurowy portal z IX wieku jest zwieńczony XI-wiecznym architrawem, udekorowanym reliefami z motywem winorośli. Po prawej stronie katedry są charakterystyczne okna z kamiennymi zawiasami i okiennicami z płyt kamiennych. Apsyda centralna jest półkolista, flankują ja trzy mniejsze apsydy boczne.

#### Dzwonnica
Dzwonnica pochodzi z IX wieku. Wznosi się na wysokość 55 metrów. Jest dostępna do zwiedzania po 30 latach renowacji (przedtem gnieździły się w niej gołębie). Po wspięciu się na nią George Sand napisała „Le silence inconceptuelle de la nature”. W pobliżu dzwonnicy znajduje się małe oratorium Świętego Marka, będące przypuszczalnie pierwszym miejscem spoczynku jego ciała w drodze z Aleksandrii w 829 roku.

### Wnętrze
Wnętrze na planie bazyliki, trójnawowe, podzielone jest 18 kolumnami z marmuru greckiego o kapitelach korynckich z VI i XI wieku. Posadzka mozaikowa z XI wieku, z licznymi płytami nagrobnymi.

#### Korpus nawowy

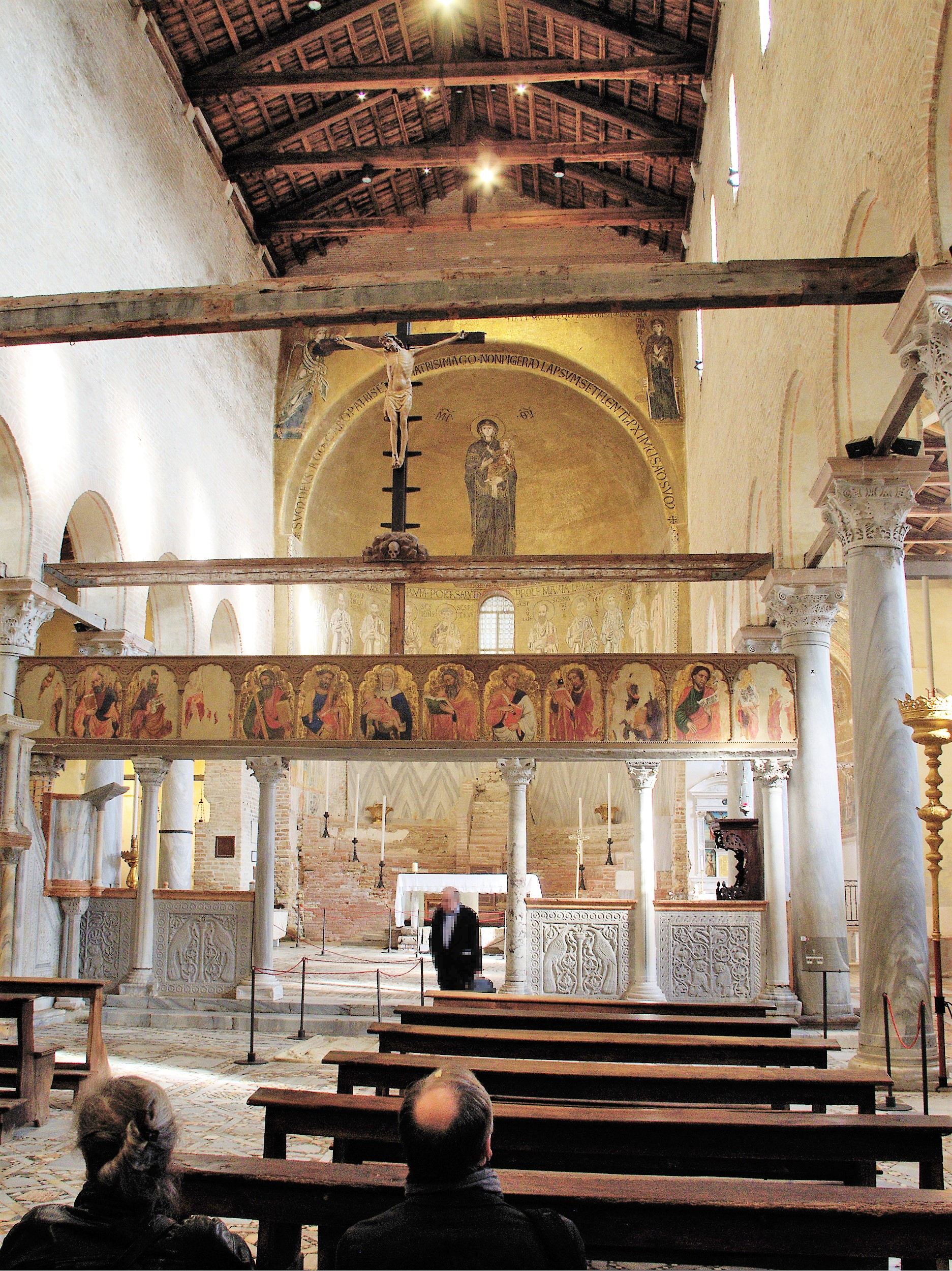
Ikonostas

Na posadzce znajduje się tzw. Carega di Atilla – stary, kamienny tron Attyli, na którym zasiadali miejscowi trybunowie podczas sprawowania sądów. Pomiędzy prezbiterium a nawą główną wznosi się ażurowy ikonostas, składający się z sześciu kolumn o dekoracyjnych kapitelach. Wspierają one drewniany architraw, na którym umieszczono 13 XV-wiecznych ikon z wizerunkami Maryi i 12 apostołów. Ponad nimi znajduje się krucyfiks, pochodzący z tego samego okresu. Ikonostas bazyliki w Torcello ma szczególne znaczenie, ponieważ reprezentuje etap przejściowy pomiędzy templon, a ikonostasem drewnianym. Na dole, pomiędzy kolumnami umieszczono 4 płyty z białego marmuru, pochodzące X-XI wieku i udekorowane reliefami bizantyńskimi o motywach zwierzęcych; należą one do najcenniejszych zabytków bazyliki. Dwie podobne płyty z płaskorzeźbami z IX wieku znajdują się z prawej strony chóru. W posadzce umieszczona została płyta nagrobna Paola z Altino, pierwszego biskupa Torcello. Z lewej strony wznoszą się dwie ambony, zmontowane w XIII wieku z fragmentów obiektów pochodzących przypuszczalnie z Altino. Większa z ambon wsparta jest na 4 niewielkich kolumnach, zaś mniejsza – na jednej. Ścianki schodów wyłożono marmurem.

#### Prezbiterium

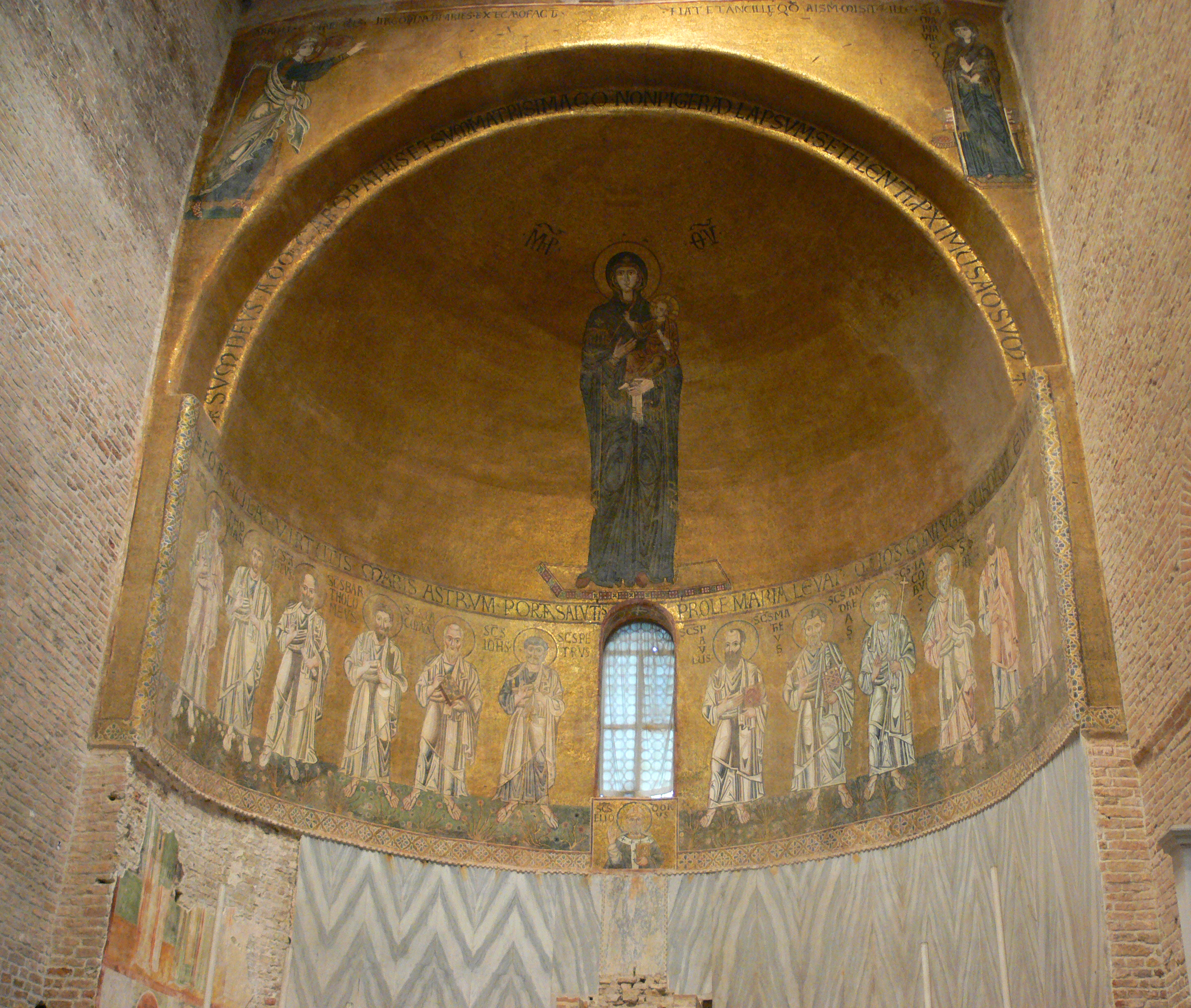
Mozaika Madonna z Dzieciątkiem

Ołtarz główny ma formę prostej mensy, wspartej na 4 niewielkich kolumnach. Pod nim znajduje sarkofag rzymski z II-III wieku, zawierający szczątki pierwszego biskupa Altino, Świętego Heliodora. Wokół apsydy jest chór dla kleru i marmurowy tron biskupi w centrum. Z lewej strony chóru znajdują się grobowce biskupów Torcello. Na zewnętrznej stronie łuku tęczowego widnieje XIII-wieczna mozaika Zwiastowanie. Na sklepieniu apsydy znajduje arcydzieło weneckiej szkoły mozaiki z początku XIII wieku – hieratyczna, samotna postać Madonny z Dzieciątkiem na ręku, ukazana na tle rozległej, złotej przestrzeni. Poniżej niej umieszczono figury 12 apostołów, XII-wieczne mozaiki powstałe według wzorów rawenneńskich. Z prawej strony ołtarza głównego znajduje się niewielki ołtarz renesansowy.

#### Kropielnica
Przy wejściu głównym znajduje się XI-wieczna, marmurowa kropielnica z wodą święconą, wsparta na czterech kariatydach ustawionych na kolumnie.

#### Mozaiki
Wewnętrzną ścianę fasady oraz sklepienia i ściany apsyd zdobią cenne mozaiki z IX-XIII wieku, będące kontynuacją rawenneńskiej techniki i ikonografii mozaikowej na Lagunie Weneckiej, stanowiące etap pośredni między mozaikami kościoła San Vitale w Rawennie a mozaikami bazyliki św. Marka.

##### Mistyczny Baranek
Najstarszą mozaiką, pochodzącą z okresu powstania świątyni, jest Mistyczny Baranek (Il Mistico Agnello na sklepieniu apsydy prawej nawy; z oryginalnej kompozycji zachowały się tylko głowy aniołów, natomiast pozostała część została poddana zasadniczej modyfikacji w XI-XII wieku. Mozaika, nawiązująca stylem do tej z kościoła San Vitale, ukazuje dysk z Mistycznym Barankiem, podtrzymywany przez czterech aniołów. W sklepieniu apsydy nawy głównej znajduje się XII-wieczna mozaika przedstawiająca Chrystusa na tronie, w otoczeniu dwóch archaniołów. Poniżej widnieją mozaiki z IX wieku, z wpływami sztuki rawenneńskiej, przedstawiające Świętego Augustyna, Świętego Grzegorza, Świętego Marcina i Świętego Ambrożego.

##### Sąd Ostateczny

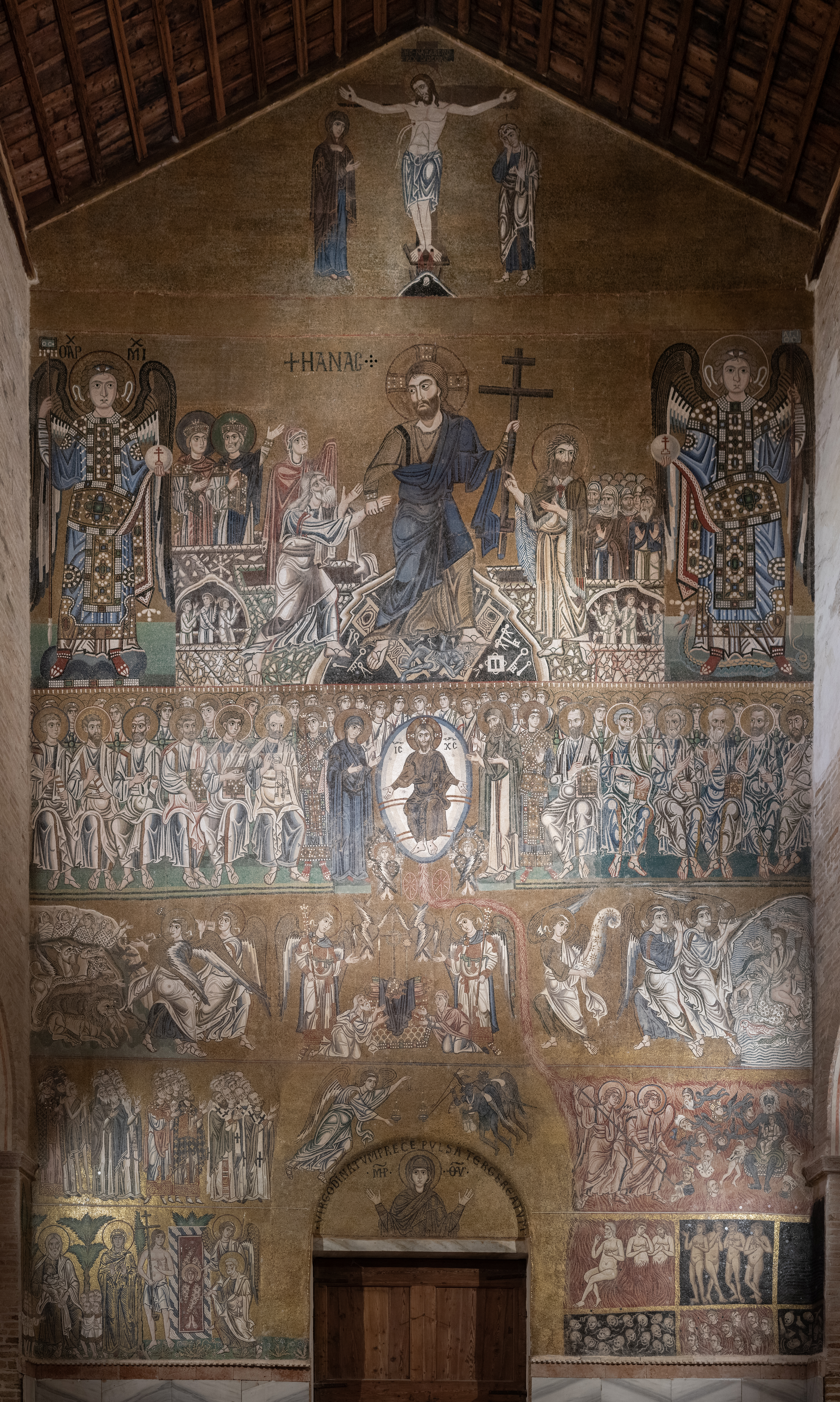
Mozaika Sąd Ostateczny na wewnętrznej ścianie fasady

Wewnętrzną ścianę fasady pokrywa największa mozaika katedry, przedstawiająca Sąd Ostateczny (Giudizio Universale), wykonana w XII-XIII wieku. Inspirowana sztuka bizantyńską, zbliżona stylistycznie do współczesnych jej mozaik z bazyliki św. Marka. Ta ogromna, mozaikowa ikona miała za zadanie ostrzeganie wiernych przed opuszczeniem bazyliki, iż wieczne potępienie zarezerwowane dla grzeszników, a wieczne szczęście dla ludzi dobrych.
Kompozycja składa się z sześciu części, ułożonych poziomo; dwie położone najwyżej pochodzą z XIII wieku, natomiast pozostałe z XII.
- I pas (na szczycie kompozycji): Chrystus Ukrzyżowany pomiędzy Matką Boską i Świętym Janem Ewangelistą;
- II pas (Anastasis): w centrum znajduje się Chrystus Triumfujący, depczący bramy piekieł. Podaje on rękę Adamowi. Obok stoi Ewa, Dawid i Salomon. Z prawej strony Chrystusa stoi Święty Jan i patriarchowie. Całość flankują aniołowie;
- III pas: w centrum widoczny jest Chrystus w glorii na tle tarczy. Z obu jego stron stoją Matka Boska i Święty Jan oraz archaniołowie Michał i Gabriel, otoczeni 12 apostołami;
- IV pas (Etimasia): w centrum znajduje się tron sędziowski z leżącą na nim Księgą Życia. Po obu stronach tronu klęczą Adam i Ewa oraz stoją archaniołowie Michał i Gabriel. Jeden z aniołów trzyma ozdobiony gwiazdami zwój, zwiastujący koniec świata, pozostali dmą w trąby, budząc zmarłych; dzikie zwierzęta zwracają pożarte ofiary, a ryby – połkniętych ludzi;
- V pas: po lewej stronie ukazane zostały dusze zbawionych, a po prawej – męki piekielne. Wśród potępionych widoczna jest czarna postać Szatana z białymi włosami, trzymającego na kolanach dzieciątko, uosabiające Antychrysta, mającego nadejść z końcem świata. Umieszczony w centrum archanioł Michał trzyma w ręku wagę do ważenia dobrych i złych uczynków;
- VI pas: obraz z prawej strony przedstawia rozpustników w płomieniach, żarłoków gryzących własne ręce, czaszki zawistnych, których oczy wyjadają węże, skąpców dręczonych ogniem i leniwych, o rozczłonkowanych ciałach. Obraz z lewej strony ukazuje Raj, którego bramy strzeże cherubin. Po jego prawej stronie klęczy Święty Piotr, a po lewej stoją: Dobry Łotr, Matka Boska i starzec symbolizujący Abrahama, z duszyczkami dzieci[13].

W lunecie nad wejściem głównym XIII-wieczna mozaika przedstawia Matkę Boską modlącą się.

## Baptysterium San Giovanni

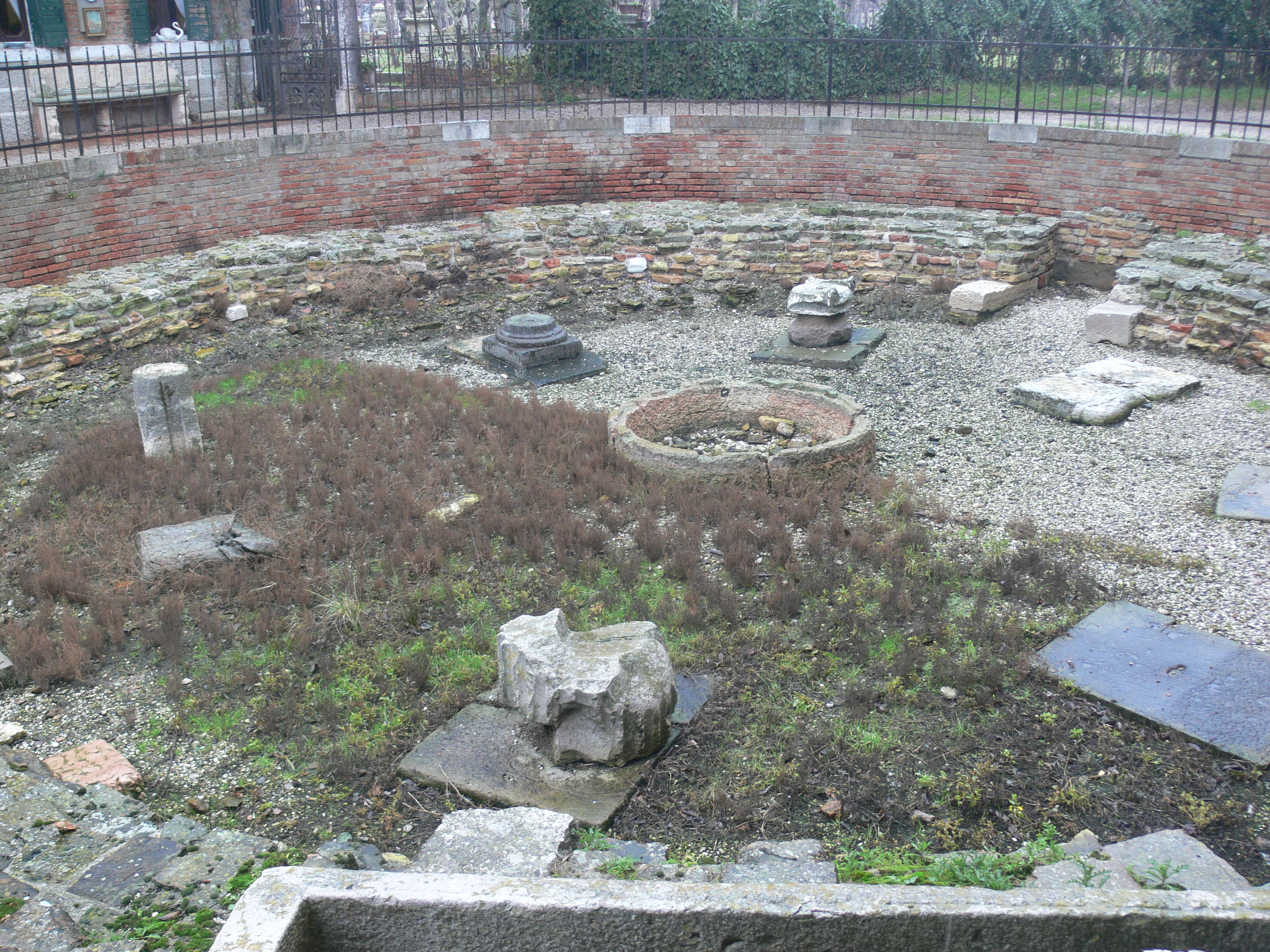
Pozostałości baptysterium

Przed fasadą katedry, zgodnie ze schematem architektonicznym wczesnego chrześcijaństwa (baptysterium – katedra – martyrium – dzwonnica), istniało baptysterium, którego szczątki są nadal widoczne. Był to budynek na planie okrągłym, z wejściem naprzeciwko drzwi kościoła i drugim wejściem, bocznym, flankowanym dwiema dużymi niszami. Wśród badaczy nie ma zgodności co do jego pierwotnej formy. Według najnowszych badań baptysterium zostało zbudowane w tym samym czasie, co katedra.